# Octobranchus lingulatus
Octobranchus lingulatus is een borstelworm uit de familie Trichobranchidae. Het lichaam van de worm bestaat uit een kop, een cilindrisch, gesegmenteerd lichaam en een staartstukje. De kop bestaat uit een prostomium (gedeelte voor de mondopening) en een peristomium (gedeelte rond de mond) en draagt gepaarde aanhangsels (palpen, antennen en cirri).
Octobranchus lingulatus werd in 1863 voor het eerst wetenschappelijk beschreven door Grube als Terebella lingulata.